# Vụ chứng kiến UFO Chuyến bay 105
Vụ chứng kiến UFO Chuyến bay 105 xảy ra vào ngày 4 tháng 7 năm 1947 khi ba thành viên phi hành đoàn trên chuyến bay của hãng United Airlines trình báo chính mắt họ đã nhìn thấy nhiều vật thể bay không xác định (UFO).

## Bối cảnh
Vụ Kenneth Arnold nhìn thấy UFO  xảy ra vào ngày 24 tháng 6 năm 1947, khi phi công riêng Kenneth Arnold tuyên bố rằng anh ta nhìn thấy một nhóm chín vật thể bay không xác định, sáng bóng lướt qua Núi Rainier với tốc độ mà Arnold ước tính là tối thiểu 1.200 dặm một giờ (1.932 km/giờ). Đây là trường hợp nhìn thấy UFO đầu tiên từ sau Thế chiến thứ hai ở nước Mỹ đã thu hút được tin tức trên toàn quốc và được cho là vụ chứng kiến UFO đầu tiên trong kỷ nguyên hiện đại, bao gồm nhiều trường hợp được báo cáo chỉ trong vòng từ hai đến ba tuần tiếp theo. Mô tả của Arnold về các vật thể này cũng khiến cánh báo chí nhanh chóng coi thuật ngữ đĩa bay là những thuật ngữ mô tả phổ biến dành cho UFO.
Trong khoảng thời gian từ ngày 24 tháng 6 đến ngày 4 tháng 7, "đĩa bay" được nhiều người báo cáo nhìn thấy trên khắp cả nước.

## Diễn biến
Lúc 8 giờ 04 phút tối (PST), Chuyến bay 105 của United Airlines cất cánh trên chiếc DC-3 bay từ Boise, Idaho đến Pendleton, Oregon. Nhắc về các vụ nhìn thấy đĩa bay được báo cáo trước đó, khi khởi hành tháp Boise đã nói đùa đề nghị phi hành đoàn "hãy đề phòng 'đĩa bay'".
Trong chuyến bay, phi công phụ Ralph Stephens báo cáo đã nhìn thấy luồng ánh sáng lạ đang tiến đến và bật đèn hạ cánh của DC-3 để cảnh báo máy bay sắp tới gần mình.  Stephens và Đại úy Emil J. Smith sau đó đã quan sát những gì Smith gọi là "bốn hoặc năm 'cái vật gì đó'".  Smith mô tả các vật thể này "nhẵn ở phía dưới và thô ở phía trên", nhưng họ không thể nói liệu chúng là "hình bầu dục hay hình đĩa".  Một vật thể được cho là lớn hơn các vật khác. Phi hành đoàn về sau đã tận mắt chứng kiến những gì họ hiểu là bốn vật thể bổ sung thêm nữa.
Đang lúc bay trên không trung, Chuyến bay 105 bèn phát thanh trình báo vụ chứng kiến UFO gửi cho tháp không lưu ở Ontario, Oregon.  Phi hành đoàn theo như lời trình báo cho biết họ đã chứng kiến các vật thể này trong vòng "45 dặm" (hoặc khoảng 12 phút) trước khi chúng biến mất "với vận tốc nhảy vọt", mặc dù phi hành đoàn không thể nói liệu chúng biến mất do chạy quá tốc độ của chiếc DC-3 hay là do tan rã.  Bên ngoài buồng lái, nữ tiếp viên hàng không Marty Morrow cho biết cô có nhìn thấy những vật thể này. Theo lời kể của Smith, tám hành khách trên máy bay không có góc nhìn nào để chứng kiến vật thể này chủ yếu nằm ngay phía trước máy bay.

## Hậu quả
Ngày 5 tháng 7 năm 1947, tài liệu đầu tay của Đại úy E.J. Smith kể về vụ chứng kiến này được nhiều tờ báo khác nhau cho đăng tải bao gồm cả hãng tin United Press.
Đến ngày 8 tháng 7, Kenneth Arnold đã chụp ảnh "so sánh những bản ghi chú" với Smith và phi công phụ của anh ta. Cũng trong ngày 8 tháng 7, nhà báo Dave Johnson của tờ Idaho Statesman đã công bố bản tài liệu tái hiện lại hành trình của Chuyến bay 105 từ Boise đến Pendleton trong một chiếc máy bay chở đội báo chí, cùng với nhân chứng 'đĩa bay' nguyên gốc Kenneth Arnold.  Arnold cho biết mình đã được Chuyến bay 105 "minh oan", nói với cánh nhà báo "Mọi người không thể đều nhìn thấy thứ [hoang đường]... Tôi có thể nghi ngờ bản thân mình, nhưng không thể nghi ngờ những người quan sát như Đại úy E. J. Smith". Ngày 12 tháng 7, toán đặc vụ của FBI đã tới phỏng vấn Smith và Arnold.
Ngày 29 tháng 7 năm 1947, một phi hành đoàn hoàn toàn khác, cũng lái Chuyến bay 105 của United Airlines, báo cáo đã chứng kiến UFO.
Đến ngày 3 tháng 8 năm 1947, Smith đang được thảo luận liên quan đến sự kiện đảo Maury, chính là nơi mà ông và Arnold đi đến Seattle nhằm điều tra một vụ thu hồi kim loại nghi bị rớt ra khỏi đĩa bay. Smith và Arnold đã chuyển vật liệu này cho các điều tra viên của Cơ quan Tình báo Lục quân Mỹ rồi cất cánh trên một chiếc B-25 để trở về căn cứ của họ ở California. Chiếc máy bay này bị rơi trên đường bay, khiến cả hai điều tra viên thiệt mạng.

## Tác động
Vụ chứng kiến trên Chuyến bay 105 được đưa vào thuyết âm mưu và văn hóa dân gian về UFO. Trường hợp này từng được giới nghiên cứu UFO thảo luận sôi nổi như Donald Keyhoe, Frank Scully, Ted Bloecher, và James E. McDonald.  Năm 2016, vụ việc được đưa vào trong tác phẩm hư cấu The Secret History of Twin Peaks: A Novel của nhà đồng sáng tạo Twin Peaks là Mark Frost.